# Привольное (Ильинецкий район)
Привольное (укр. Привільне) — село на Украине, находится в Ильинецком районе Винницкой области.
Код КОАТУУ — 0521280806. Население по переписи 2001 года составляет 287 человек. Почтовый индекс — 22744. Телефонный код — 8–04345.
Занимает площадь 0,64 км².

## Адрес местного совета
22744, Винницкая область, Иллинецкий р-н, с.Белкы, ул.Советская, 2